# Goranec (Zagreb)
Goranec is een plaats in de gemeente Zagreb in de Kroatische provincie Stad Zagreb. De plaats telt 412 inwoners (2001).